# Transformació digital
La transformació digital és la integració de tecnologia digital en totes les àrees d'una empresa, canviant fonamentalment la forma en què opera i brinda valor als seus clients. Això, també suposa un canvi cultural i implica la re-elaboració dels productes, processos i estratègies dins de l'organització mitjançant l'aprofitament de la tecnologia digital.
Com a tal, la transformació digital requereix un examen i re-invenció de la majoria, si no de totes les àrees dins d'una organització, de la seva cadena de subministrament i flux de treball, les habilitats dels seus empleats així com processos de discussió a nivell de junta directiva, interaccions amb clients i el seu valor per a les parts interessades.
La transformació digital ajuda a una organització a seguir el ritme a les demandes emergents dels clients, mantenint-les en el futur. La transformació digital permet que les organitzacions competeixin millor en un entorn econòmic que canvia constantment a mesura que la tecnologia evoluciona. Amb aquesta finalitat, la transformació digital és necessària per a qualsevol empresa, organització sense ànim de lucre o institució que busqui sobreviure en el futur.

## Tecnologies clau
Per fer aquest procés de transformació digital són necessaris diferents aplicacions i tecnologies; es podria dir que hi ha múltiples processos clau que una organització ha de tenir per poder afrontar-la. Els més importants són:
- L'emmagatzematge en núvol atorga a l'organització un accés més ràpid al programari que necessita, noves funcionalitats i actualitzacions; a més d'emmagatzematge de dades, i li permet ser prou àgil com per transformar-se.

- La tecnologia d'informació permet a una organització enfocar la seva inversió de talent i els diners destinats a investigació i desenvolupament en solucions personalitzades que donin suport els seus requisits i els processos que el diferencien al mercat.

- Les plataformes mòbils permeten que el treball es realitzi on sigui i quan sigui.
- Aprenentatge automàtic i les tecnologies d'intel·ligència artificial brinden a les organitzacions coneixements per prendre decisions més precises sobre vendes, màrqueting, desenvolupament de productes i altres àrees estratègiques.

Tot i que aquestes són les més importants i necessàries, també n'hi ha d'altres com ara bé el blockchain, la realitat augmentada i la realitat virtual, les xarxes socials i l'internet de les coses (IoT), identificació electrònica que impulsen igualment la transformació empresarial.

## Avantatges, barreres i factors que fomenten

### Avantatges
La implementació de tecnologies digitals pot aportar diversos avantatges als negocis. CIPS també assenyala que les capacitats digitals poden ser utilitzades per garantir la transparència de la cadena de subministrament i el treball remot.

### Barreres
Hi ha molts obstacles comuns amb els quals s'enfronten les iniciatives, projectes i estratègies de transformació digital. Un dels principals obstacles és la gestió del canvi, ja que els canvis en els processos poden trobar una resistència activa per part dels empleats. Relacionat amb la gestió del canvi hi ha una comunicació ineficaç entre els empleats, que pot conduir a retards en la implementació o fins i tot al fracàs total del projecte. Algunes empreses no poden fer una estimació de costos realista a causa d'una visió massa optimista del procés. Les empreses poden tenir sistemes obsolets, cosa que pot ocasionar dificultats en la integració de nous sistemes. Les organitzacions també poden mancar de recursos, suport de l'alta direcció, habilitats dels empleats, el seu interès, col·laboració i visió.
Algunes cultures corporatives poden no ser capaces d'afrontar els canvis necessaris per a la transformació digital.

### Factors que fomenten
A més de diversos obstacles en la via cap a la transformació digital, també existeixen molts factors que contribueixen a la transformació digital. Els principals factors són els recursos i capacitats de les organitzacions, les habilitats dels empleats, les tecnologies i la cultura corporativa. El factor esmentat anteriorment "Recursos i capacitats de les organitzacions" es refereix a la capacitat de l'organització per adaptar-se als problemes moderns que sorgeixen en l'entorn empresarial, així com a les seves capacitats en l'anàlisi de dades. Pel que fa a les "habilitats dels empleats", han de poder extreure informació valuosa de les dades, posseir un alt intel·lecte emocional i participar eficaçment en el desenvolupament de nous productes.